# Il sogno del maratoneta
Pour plus de détails, voir Fiche technique et Distribution.
Il sogno del maratoneta (en français : Le rêve du marathonien) est un téléfilm italien produit par la chaîne de télévision RAI. Il est réalisé par Leone Pompucci et met en vedette Luigi Lo Cascio et Laura Chiatti. Il est diffusé à la télévision en deux parties. Il s'agit d'une adaptation du livre homonyme de Giuseppe Pederiali.
Il est présenté au 26e Festival international de programmes audiovisuels (FIPA) à Biarritz, en France, les 25 et 26 janvier 2013 dans les sélections Fiction et Compétition.

## Scénario
Le film raconte l'histoire de l'athlète italien Dorando Pietri et restitue les fortunes et les malheurs du coureur lors du marathon aux Jeux olympiques de 1908 à Londres.

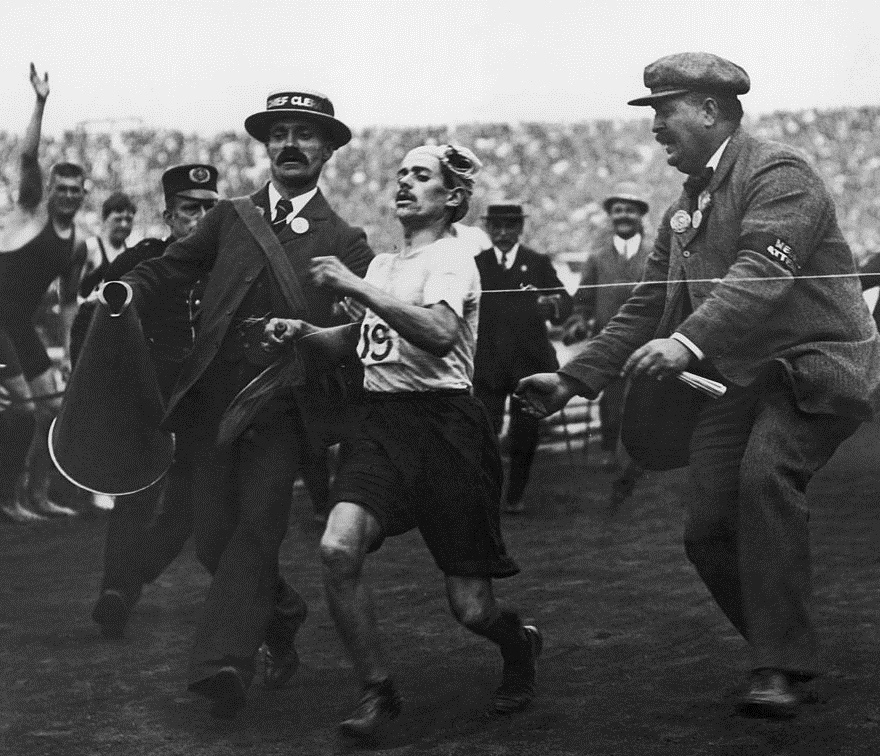
Photographie de Dorando Pietri titubant sur la ligne d'arrivée du marathon olympique de 1908.

Le début de la carrière sportive de Pietri est difficile. Coureur de fond passionné, comme son frère Ulpiano, Dorando est néanmoins repoussé par l'entraîneur Barbisio car jugé trop maigre. Pourtant, Pietri participe au marathon de Carpi, sa ville natale, et termine premier, devant Pericle Rondinella, le coureur vedette de l'équipe de Barbisio. Le lendemain, Rondinella bat Pietri cependant dans une autre course. Ottavio, un entraîneur âgé mais expérimenté, suit les deux courses et, reconnaissant le potentiel de Pietri, il l'engage pour s'entraîner pour les championnats d'Italie. Grâce aux conseils d'Ottavio, Pietri devient bientôt champion d'Italie et est sélectionné pour représenter son pays à l'épreuve du marathon lors des Jeux de la IVe Olympiade, en 1908.
Le jour J, Pietri court un marathon parfait et devance largement ses suiveurs. Mais alors qu'il entre dans le stade de Londres pour courir les quelques mètres restants, il est distrait et prend le mauvais virage. Désorienté, il titube et tombe, se relève et retombe. La foule l'encourage à se lever, et les arbitres aussi l'encouragent de tout cœur, mais Pietri semble juste épuisé. Lorsqu'il voit son concurrent, l'Américain Johnny Hayes, entrer dans le stade, il rassemble ses toutes dernières forces, se relève, court et s'effondre juste après avoir passé la ligne d'arrivée.
Les spectateurs et la famille qui suivent la scène sont partagés dans des sentiments mitigés entre joie et inquiétude pour l'état de Pietri. Il est ensuite confirmé qu'il est bien sain et sauf. Mais son heure de gloire est courte car les Américains portent plainte, arguant que Pietri a été soutenu pour se lever. La victoire est alors attribuée à Hayes. 

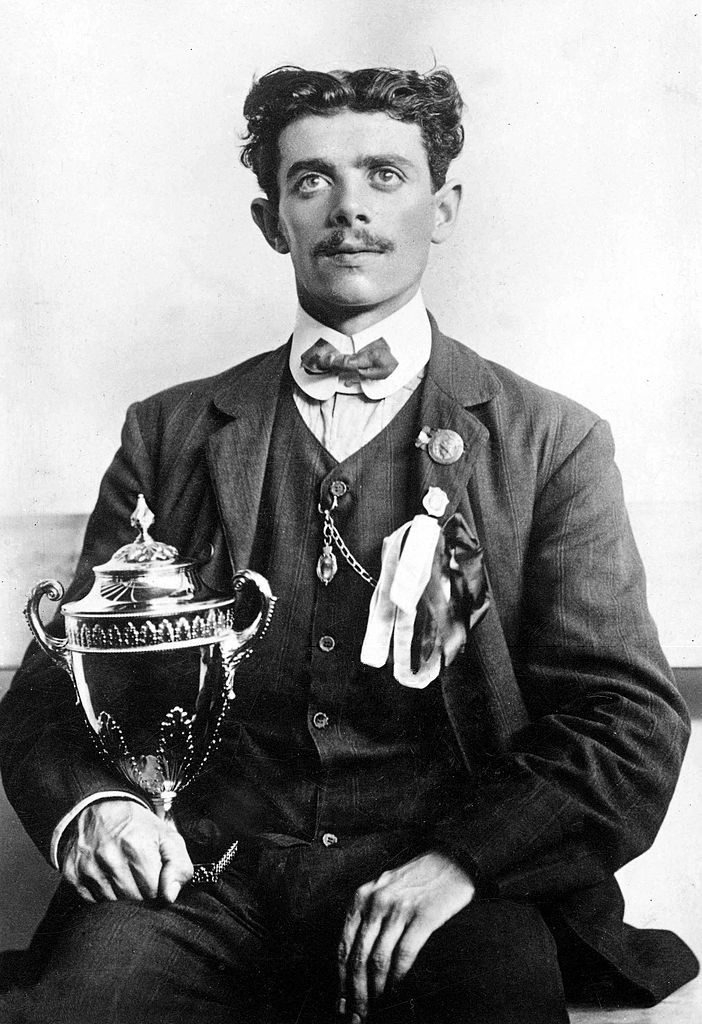
Dorando Pietri et la coupe offerte par la reine Alexandra.

Émue par ce malheur, et pour lui exprimer l'admiration du peuple britannique, la reine Alexandra présente à Pietri une coupe remplie de livres sterling identique à celle présentée au vainqueur.

## Distribution
- Luigi Lo Cascio dans le rôle de Dorando Pietri
- Laura Chiatti comme Luciana
- Dajana Roncione comme Teresa Bulgarelli
- Alessandro Haber dans le rôle d'Ottavio Bulgarelli
- Thomas Trabacchi comme Ulpiano Pietri
- Fabio Fulco comme Péricl Rondinella
- Gerardo Mastrodomenico comme Dongo
- Pippo Delbono comme Artemisio Barbisio
- Andy Luotto comme Johnny Grieco